# Ведезета
Ведезета (італ. Vedeseta) — муніципалітет в Італії, у регіоні Ломбардія, провінція Бергамо.
Ведезета розташована на відстані близько 510 км на північний захід від Рима, 55 км на північний схід від Мілана, 24 км на північний захід від Бергамо.
Населення — 205 осіб (2014).
Щорічний фестиваль відбувається 17 січня. Покровителі — святий Антоній Великий.

## Демографія
Населення за роками:

Станом на 1 січня 2023 року в муніципалітеті іноземці офіційно не проживали.

## Сусідні муніципалітети
- Барціо
- Брумано
- Кассільйо
- Фуїп'яно-Валле-Іманья
- Моджо
- Мортероне
- Таледжо
- Вальторта